# Spectroscopische dubbelster

Het spectrum van een spectroscopische dubbelster

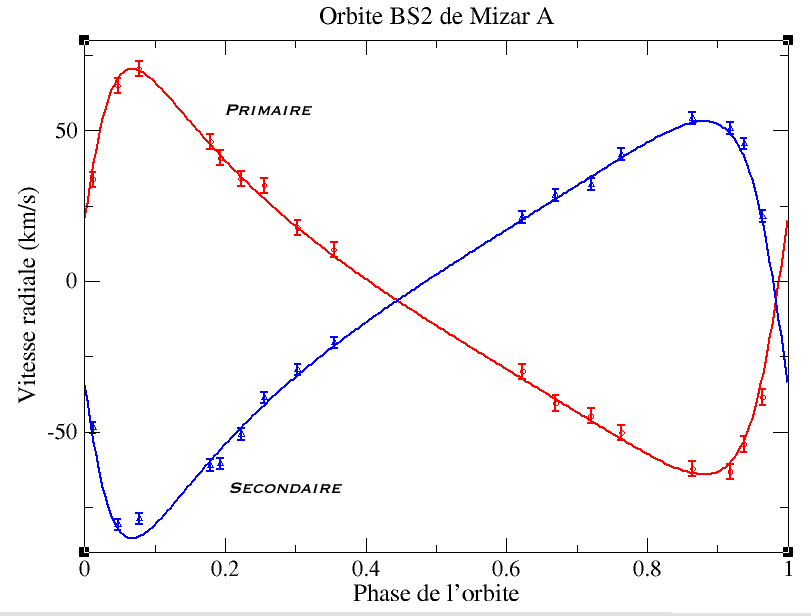
de variatie van de radiële snelheid van de twee componenten van Mizar

Een spectroscopische dubbelster is een dubbelster die met een telescoop niet gescheiden waargenomen kan worden. Dat het toch om een dubbelster gaat is alleen af te leiden uit spectroscopische waarneming van de ster. De spectraallijnen in het spectrum van de ster verschuiven door het dopplereffect als de ster naar de waarnemer toe of van hem af beweegt. Bij een spectroscopische dubbelster is dan te zien dat de spectraallijnen zich periodiek om een vaste positie heen bewegen. Sommige lijken zich te splitsen, als de ene ster van ons af beweegt komt de ander juist naar ons toe. Uit de grootte en periode van de afwijkingen kunnen astronomen de massa en andere gegevens van de sterren herleiden. Bij HM Cancri zijn snelheden gemeten van meer dan 600 km/s bij een periode van 5,4 minuten.
Door technische ontwikkelingen in telescopen heeft men sommige spectroscopische dubbelsterren inmiddels visueel kunnen scheiden. Deze sterren zijn daarmee niet alleen spectroscopische, maar ook visuele dubbelsterren.